# Ikh-Uul, Khövsgöl
Ikh-Uul (tiếng Mông Cổ: Их-Уул, núi lớn) là một sum của tỉnh Khövsgöl tại miền bắc Mông Cổ. Vào năm 2009, dân số của sum là 4.170 người.

## Lịch sử
Sum Ikh-Uul được thành lập, cùng với toàn tỉnh Khövsgöl, vào năm 1931. Năm 1933, nó có khoảng 2.700 cư dân trong 718 hộ gia đình, và khoảng 68.000 đầu gia súc. Năm 1956, nó được nhập vào sum Tarialan, nhưng lại bị chia tách một lần nữa vào năm 1959. Negdel địa phương Saruul-Amidral được thành lập vào năm 1958.

## Địa lý
Sum có diện tích khoảng 2.020 km², 1.350 km² trong đó là đồng cỏ, và 11 km² là đất nông nghiệp. Trung tâm sum, Selenge, nằm cách tỉnh lị Mörön 112 km về phía đông, và cách thủ đô Ulaanbaatar 589 km. Sông Selenge chảy qua địa bàn.

### Khí hậu
Khu vực này có khí hậu cận Bắc cực. Nhiệt độ trung bình hàng năm ở khu vực xung quanh là 5 °C. Tháng ấm nhất là tháng 6, khi nhiệt độ trung bình là 25 °C và lạnh nhất là tháng 1, với -20 °C. Lượng mưa trung bình hàng năm là 409 mm. Tháng mưa nhiều nhất là tháng 7, với lượng mưa trung bình 104 mm và khô nhất là tháng 1, với lượng mưa 2 mm.

## Kinh tế
Năm 2004, sum có khoảng 140.000 đầu gia súc, trong đó có 49.000 con cừu, 73.000 con dê, 10.000 bò nhà và bò yak, 8.800 con ngựa và 46 con lạc đà. Vào năm 1997, trung tâm sum được kết nối với lưới điện trung tâm của Mông Cổ.